# Э
Э, э (e abarotnaje) – litera cyrylicy używana w językach białoruskim, rosyjskim i mongolskim. Wymawiana jest jak polskie „e”.

## Kodowanie
| Znak                   | Э                         | Э                         | э                       | э                       |
| ---------------------- | ------------------------- | ------------------------- | ----------------------- | ----------------------- |
| Nazwa w Unikodzie      | Cyrillic Capital Letter E | Cyrillic Capital Letter E | Cyrillic Small Letter E | Cyrillic Small Letter E |
| Kodowanie              | dziesiątkowo              | szesnastkowo              | dziesiątkowo            | szesnastkowo            |
| Unicode                | 1069                      | U+042D                    | 1101                    | U+044D                  |
| UTF-8                  | 208 173                   | d0 ad                     | 209 141                 | d1 8d                   |
| Odwołania znakowe SGML | &#1069;                   | &#x042D;                  | &#1101;                 | &#x044D;                |
| Macintosh Cyrillic     | 157                       | 9D                        | 253                     | FD                      |
| ISO 8859-5             | 205                       | CD                        | 237                     | ED                      |
| Windows-1251           | 221                       | DD                        | 253                     | FD                      |
| Code page 866          | 157                       | 9D                        | 237                     | ED                      |
| Code page 855          | 248                       | F8                        | 247                     | F7                      |
| KOI8-R i KOI8-U        | 252                       | FC                        | 220                     | DC                      |